# Afronemoura amatolae
Afronemoura amatolae is een steenvlieg uit de familie Notonemouridae. De wetenschappelijke naam van de soort is voor het eerst geldig gepubliceerd in 1956 door Balinsky.